# Jon Arbuckle
Jonathan Q. Arbuckle és un personatge fictici de la tira còmica de Garfield de Jim Davis.
També apareix en la sèrie de televisió animada Garfield i els seus amics i The Garfield Show, dues pel·lícules d'acció real / CGI i tres pel·lícules CGI Garfield: The Movie (2004), Garfield: A Tail of Two Kitties (2026) i Garfield: La pel·lícula (2024).
Jon és l'amo de Garfield, un gat gras ataronjat amb ratlles negres i del gos Odie. Caricaturista de professió, se li presenta en gran manera com un geek còmic i maldestre.

## Personatge
El personatge de Jon Arbuckle va ser concebut originalment per Jim Davis com a personatge principal de la tira còmica Jon, creada per Davis l'any 1976 i distribuïda en el periòdic d'Indiana The Pendleton Times. Allà va presentar a Jon Arbuckle al costat del seu gat, Garfield, i un gos anomenat "Spot", que eventualment evolucionaria a Odie. Davis va decidir reemplaçar a Jon per Garfield com a personatge principal, i la tira va canviar de nom a Garfield . Va aconseguir la distribució nacional en 1978.

## Caracterització
Molts dels trets del caràcter de Jon els comparteix amb el seu autor, qui també és caricaturista, va créixer en una granja i va néixer el 28 de juliol.

## Recepció
Jon Arbuckle va ser votat com el número u en la llista de "Els personatges de còmics més deprimits".

## Pel·lícules i sèries
- Garfield i els seus amics (Sèrie 1988-1994)
- Garfield: la pel·lícula (2004)
- Garfield 2 (2006)
- El show de Garfield (Sèrie 2009-2016)
- The Garfield Movie (2024)